# Catherina Godwin

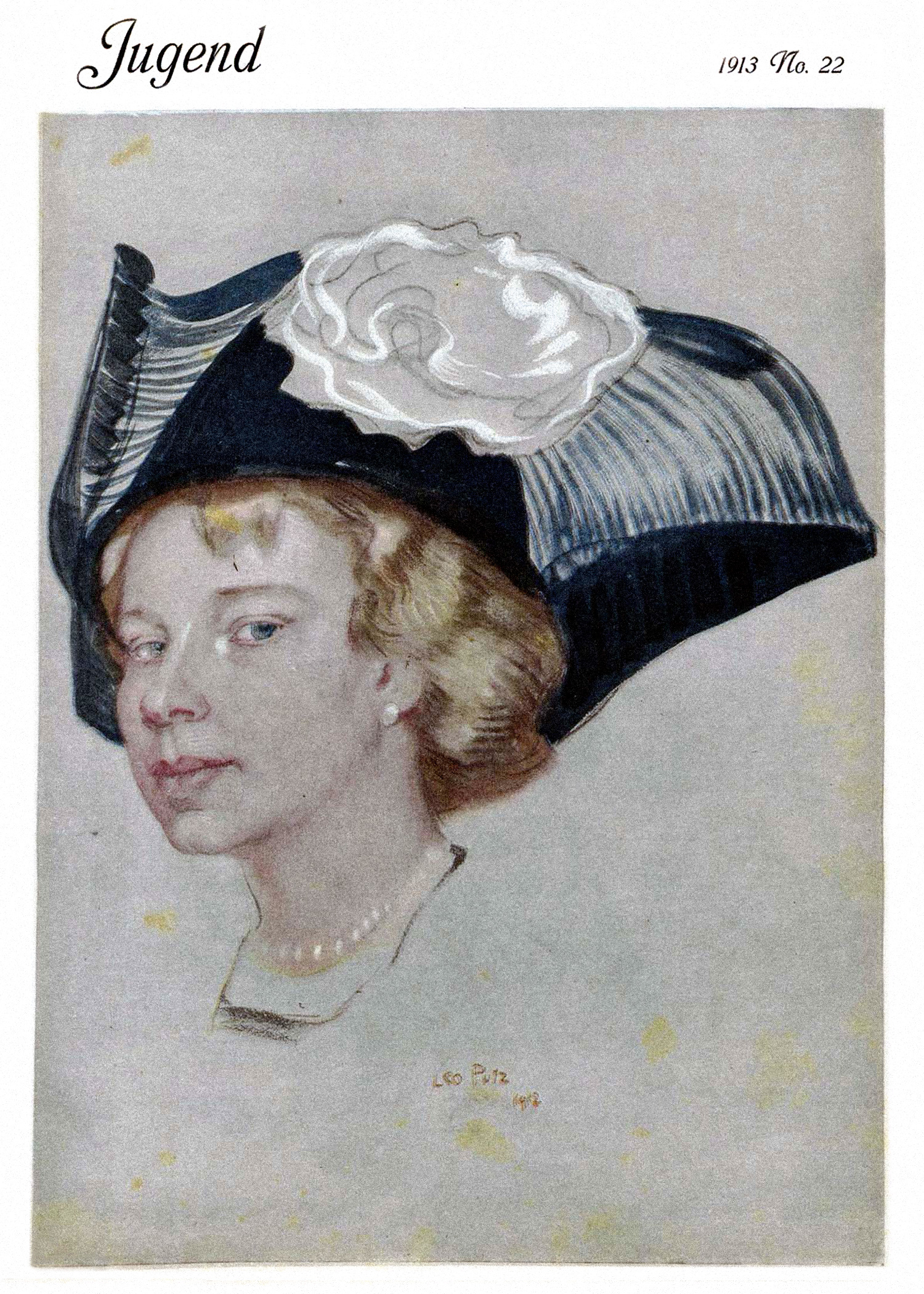
Leo Putz: Catherina Godwin (Titel der Zeitschrift Jugend, Nr. 22/1913)

Catherina Godwin, eigentlich Emmie Clara Studemund de Vargas (* 12. Mai 1884 in Straßburg; † 27. Mai 1958 in Baden-Baden) war eine deutsche Schriftstellerin und Journalistin.

## Leben

### Kindheit und Familie
Catherina Godwin wurde unter dem Namen Emmie Clara Studemund am 12. Mai 1884 in Straßburg geboren. Sie war die jüngere von zwei Töchtern des Altphilologen Wilhelm Studemund (1843–1889) und dessen zweiter Ehefrau Marie Wurster (1858–1941). Der Chemiker Casimir Wurster (1854–1913) war ihr Onkel.
Emmie Studemund wuchs in Straßburg und Breslau auf. Am 23. November 1905 heiratete sie den kolumbianischen Arzt und späteren Universitätsprofessor Jorge Vargas Suárez (1874–1935). Die Ehe scheiterte jedoch nach nicht einmal zwei Jahren, und Vargas-Suárez kehrte nach Kolumbien zurück. Die Ehe wurde nicht geschieden, und Catherina Godwin unterzeichnete Dokumente und persönliche Briefe zeitlebens mit Emmy de Vargas.

### Literarische Anfangszeit in München

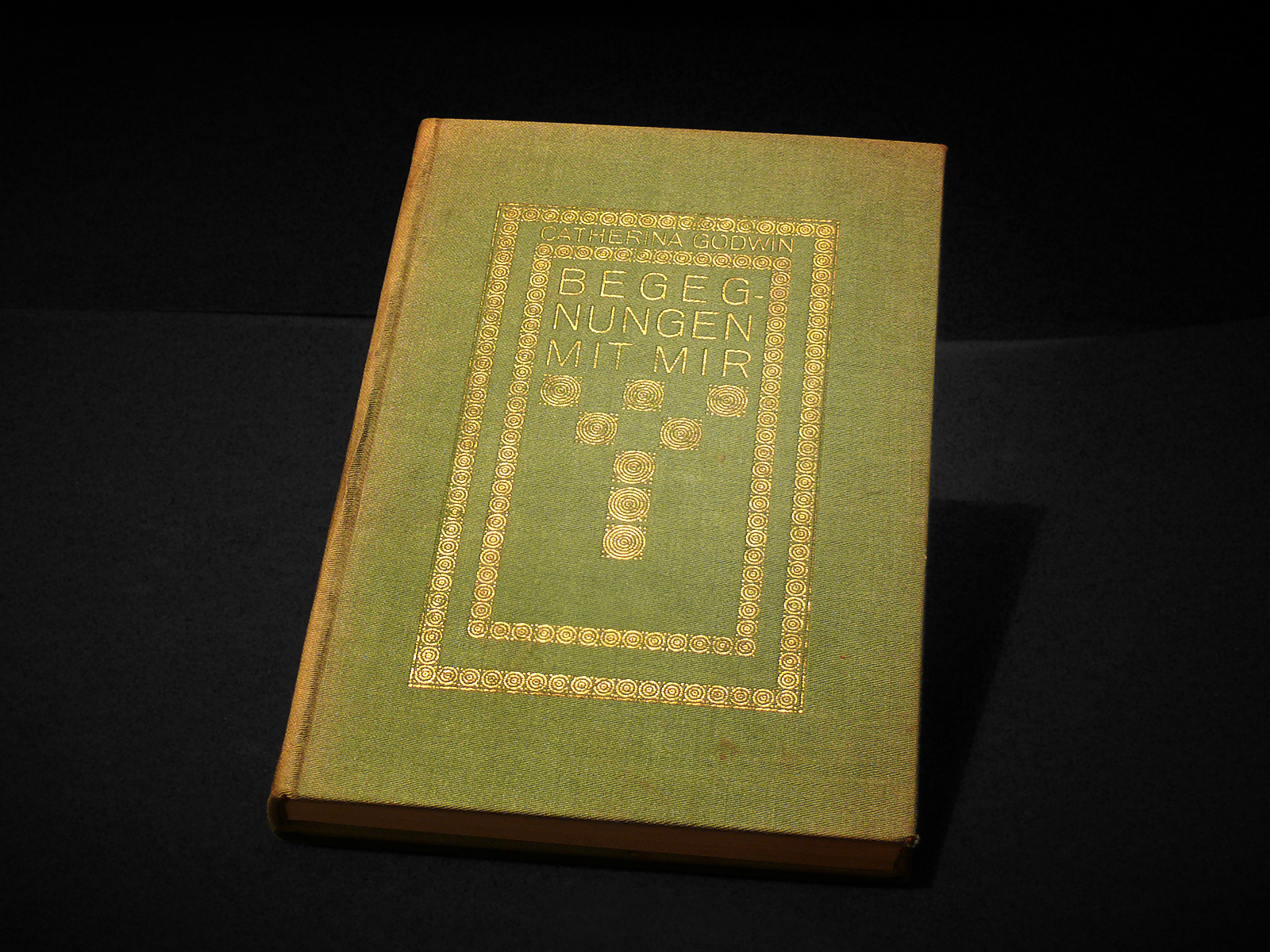
Catherina Godwins Erstlingswerk Begegnungen mit Mir, Hyperionverlag, München 1910

Im Jahr 1908 zog Emmie de Vargas Studemund nach München und begann eine künstlerische Ausbildung als Malerin. 1909 lernte sie den Verleger Hans von Weber kennen, der sofort beschloss, ihr Erstlingswerk Begegnungen mit Mir zu verlegen, eine Sammlung literarischer Skizzen, die ihre Liebe und andere Lebensereignisse thematisieren. Das Buch erschien unter dem Pseudonym Catherina Godwin und wurde in intellektuellen Kreisen zu einem beachtlichen Erfolg, von der Kritik gleichermaßen heftig gelobt und verrissen.
Mehrere Rezensenten verglichen die Verfasserin mit dem österreichischen Autor Peter Altenberg.
Neben ihrem freizügigen Schreibstil und scharfen Verstand erregten vor allem Catherina Godwins Schönheit und ihr platinblondes Haar immer wieder Aufsehen und machten sie schnell in der Schwabinger Bohème bekannt. Eines von nur zwei bekannten Bildern der Autorin, eine Portraitzeichnung von Leo Putz, schmückte 1913 die Titelseite der Zeitschrift Jugend. Catherina Godwin pflegte Kontakt zu vielen prominenten Akteuren des literarischen und künstlerischen Lebens, darunter die Familien von Thomas Mann und Heinrich Mann sowie Gustav Meyrink, Artur Kutscher, Hans Ludwig Held, Roda Roda, Bruno Frank, Frank Wedekind, Kasimir Edschmid, vor allem aber Carl Georg von Maassen (1880–1940), mit dem sie eine lebenslange Freundschaft verband. Erich Mühsam, der über längere Zeit in derselben Pension wie die Autorin lebte, erinnert sich in seinen Unpolitischen Erinnerungen:

„Frauen, die als Persönlichkeiten von eigenem Wert in unsrer Gesellschaft verkehrten, wie die geistvolle schöne Catherina Godwin, konnten es wahrhaftig an Intelligenz und kritischem Blick mit manchem Mann von klingendem Namen aufnehmen.“

1912 erschien Catherina Godwins zweites Buch, Das nackte Herz. Es wurde von der Kritik größtenteils wohlwollend besprochen. In der Folge konnte sich Catherina Godwin auch als Verfasserin von Kurzgeschichten, Essays und Rezensionen fest im literarischen Leben etablieren. Ihre Beiträge erschienen in Kunst-, Kultur- und Literaturzeitschriften wie Jugend, Simplicissimus, Das Forum und März sowie in zahlreichen Tageszeitungen. Als das Forum im Kriegsjahr 1915 auf Veranlassung des Kgl. Bayer. Kriegsministeriums sein Erscheinen einstellen musste, erklärte sich Catherina Godwin gemeinsam mit 40 weiteren prominenten Unterzeichnern in der Berliner Wochenschrift Die Aktion mit dem Herausgeber Wilhelm Herzog solidarisch.
Ab 1917 führte Catherina Godwin einen literarischen Salon, in dem die Schwabinger Literaturbohème verkehrte.

### Die Zwanzigerjahre
In den 1920er Jahren war Catherina Godwin eine über den deutschen Sprachraum hinaus anerkannte Autorin. 1920 erschien ihr drittes Buch, Die Frau im Kreise, erneut im mittlerweile an Kurt Wolff übergegangenen Hyperion-Verlag. In den Folgejahren erschienen Beiträge von ihr in italienischer, slowenischer und polnischer Sprache. 1924 übersetzte Sándor Márai ihren Roman Die Brendor AG ins Ungarische. Ihre Modekolumnen, Literaturkritiken, zeitkritischen Essays und Kurzgeschichten erschienen im Simplicissimus, im Zwiebelfisch, in Scherl’s Magazin, in der Güldenkammer, in der Jugend, im März, im Uhu, in den Weissen Blättern, in der Bunten Truhe, im Zwinger, im Styl sowie in dem frivol-erotischen Magazin Der Reigen. Weitere Bücher von Catherina Godwin erschienen von 1922 bis 1927 in rascher Folge bei verschiedenen Verlagen. Ihr letztes Buch, Das Hotel der Erfüllung, erschien 1927 bei Ullstein in einer Auflage von 130.000 Exemplaren. Darüber hinaus nutzte sie ihre finanzielle Unabhängigkeit für ausgiebige Auslandsreisen. Für große Blätter wie die Frankfurter Zeitung, die Münchner Neuen Nachrichten und das Berliner Tagblatt berichtete sie aus Jugoslawien, Ägypten, Kleinasien, Holland, Belgien, Spanien und Marokko. Fotografien von ihrer Reise nach Teneriffa 1925 fanden Eingang in die wissenschaftliche Literatur. Catherina Godwins letzte größere Veröffentlichung, die Novelle Hyazinth, erschien 1929 in Velhagen & Klasings Monatsheften. Anfang der 1930er Jahre verschwindet die Autorin vollständig aus dem Literaturbetrieb, nach 1931 sind keine neuen Publikationen von ihr bekannt.
Catherina Godwin war von 1921 bis 1933 Mitglied des Schutzverbandes deutscher Schriftsteller und gemeinsam mit Georg Hirschfeld und Arthur Ernst Rutra ununterbrochen im Gauvorstand tätig; ab 1924 war sie ferner Vorstandsmitglied des im Vorjahr gegründeten P.E.N.-Zentrums München sowie der pazifistischen Union mondiale de la femme pour la concorde internationale (Genf). 1925 unterzeichnete sie als eine von zehn Frauen zusammen mit Käthe Kollwitz, Helene Stöcker, Luise Dumont und Lou Andreas-Salomé in einer von Magnus Hirschfeld im Namen des wissenschaftlich-humanitären Komitees seines Instituts für Sexualwissenschaft initiierten und an das Reichsjustizministerium gerichteten Denkschrift gegen den § 267 „Unzucht unter Männern“. 1927 wurde sie in den auf Veranlassung von Thomas Mann gegründeten Literaturbeirat der Stadt München berufen, der für die Förderung der Literatur in der Landeshauptstadt München sowie die jährliche Vergabe des Dichterpreises der Landeshauptstadt München zuständig war.

### NS-Zeit und Karriereende
Im Literaturbeirat, dem zeitweilig auch Thomas Mann, Emil Preetorius und Hans von Gumppenberg sowie die späteren NSDAP-Parteimitglieder Peter Dörfler, Hans Ludwig Held und Wilhelm Weigand angehörten, machte sich wie in allen Lebensbereichen der Einfluss der Nationalsozialisten immer stärker geltend. Catherina Godwin verhielt sich dazu unkritisch. Sie stimmte für Hans Carossa (1928), Willy Seidel (1929), Hans Brandenburg (1930), Josef Magnus Wehner (1931) und Gottfried Kölwel (1932 – den Preis erhielt jedoch Ruth Schaumann). Nach Thomas Manns Austritt stimmte der Literaturbeirat 1933 geschlossen für den Vorzeigenazi Hans Zöberlein, danach wurde der Beirat aufgelöst.
Zum 1. Mai 1933 trat Catherina Godwin der NSDAP bei (Mitgliedsnummer 1.931.187). Mitte Jahr 1935 wurde sie wegen der Begegnungen mit mir, ihrer Freundschaft zu jüdischen Familien und ihrer Verbindung mit dem Ullstein-Verlag aus Gestapo-Kreisen als zersetzende Autorin angezeigt. Marie Amelie von Godin als Vorsitzende der Frauengruppe im Schutzverband Deutscher Schriftsteller reiste daraufhin nach Berlin und konnte ein Publikationsverbot abwenden, musste jedoch kurz darauf ihr Engagement einstellen, da sie selbst denunziert wurde. Catherina Godwin bereitete nun eine Emigration nach Mexiko vor, konnte jedoch die erforderlichen finanziellen Mittel nicht ausführen. Ihre schriftstellerische Tätigkeit war mittlerweile völlig zum Erliegen gekommen und sie geriet in Vergessenheit. Der deutschnationale Literaturhistoriker Adolf Bartels hatte in seiner Geschichte der Deutschen Literatur 1928 angegeben, dass ihm die Lebensdaten von Catherina Godwin fehlten. Ab 1937 reihte er sie unter die jüdischen Autorinnen ein.
1937 gab Catherina Godwin ihre Münchener Wohnung in der Elisabethstraße 11 auf, bezog einige Häuser weiter ein Pensionszimmer und lagerte ihren Besitz bei einer Spedition ein. Meist hielt sie sich jedoch bei ihrer Mutter in Baden-Baden auf. Als diese 1941 verstarb, übernahm sie deren Wohnung und gab auch das Pensionszimmer auf. Im Laufe der Bombardierung Münchens wurde sie vollständig ausgebombt und verlor ihre Besitztümer, darunter auch den Großteil ihrer Manuskripte.
Im Laufe der Entnazifizierung vor der Spruchkammer Baden-Baden stellten ihr viele Gewährsleute entlastende Zeugnisse aus, darunter Amelie von Godin, Sophie von Pechmann, Hans Ludwig Held, Alexander von Gleichen-Rußwurm und der päpstliche Geheimkämmerer Ludwig Graf von Treuberg. Die Baden-Badenerin Magda Mayer bezeugte, Frau de Vargas sei die einzige ihrer Bekannten gewesen, die in der schweren Zeit zu ihr und ihrem jüdischen Ehemann gehalten habe. Die NS-Gegnerin Charlotte Behrendt gab an, Frau de Vargas habe Juden „versammelt und vor dem Zugriff der Gestapo geschützt“. Die Spruchkammer Baden-Baden stufte sie ohne weitere Sühnemaßnahmen als Mitläuferin ein.
Nach dem Krieg trat Catherina Godwin dem Verband südwestdeutscher Autoren e. V. bei, nahm jedoch ihre literarische Tätigkeit nicht wieder auf. Am 27. Mai 1958 verstarb sie im Alter von 74 Jahren im Städtischen Krankenhaus Baden-Baden.

### Rezeption und Nachleben
Das Werk Catherina Godwins wurde nach 1945 nicht neu aufgelegt und findet nur gelegentlich im Rahmen literaturhistorischer und kulturgeschichtlicher Arbeiten Beachtung.
Von zeitgenössischen Kritikern wurde Catherina Godwin sehr unterschiedlich aufgenommen. Kasimir Edschmid stellte sie 1919 in eine Reihe mit Ricarda Huch, Else Lasker-Schüler und Annette Kolb. Ihr Förderer Franz Blei setzte ihr 1922 in seinem Großen Bestiarium der modernen Literatur ein Denkmal. Der Literaturkritiker Guido K. Brand beurteilt ihr Werk 1933 rückblickend:

„Katarina Godwin spielte eine Zeitlang in Münchener Kreisen eine Rolle. Begegnungen mit Mir erregten 1910 Aufsehen, weil sie hinter einer gehirnlichen Vorstellung eine befreiende Erotik spüren lassen. Sie ist in ihren Novellen Das nackte Herz, 1912, Der Gast vom gelben Zimmer, 1922, Kartenhäuser, 1923, stärker, weil sie den Elan zur Komprimierung hat. Ihre Romane Die Frau im Kreise, der Mieter vom vierten Stock, die Brendor A.-G. haben nicht gehalten, was der Anfang versprochen hat.“

In einem 1916 erschienenen Artikel befasste sich Bruno Saaler, ein Psychoanalytiker im Umfeld Magnus Hirschfelds, mit Catherina Godwin. Anhand ihrer ersten beiden Bücher diagnostizierte er bei der Autorin psychosexuellen Infantilismus und warnte vor schädlichen Folgen ihrer Lektüre für die unreife Jugend.

## Werke

### Buchveröffentlichungen
- Begegnungen mit Mir. München, Hyperion-Verlag Hans von Weber, 1910. 8°. 108 S. (Vorzugsausgabe in 100 nummerierten Ex. auf Aldwych Handmade Bütten, von Carl Sonntag jun. in schwarzes Kalbleder gebunden. – 4. Auflage 1917 bei Hyperion-Verlag Berlin: VA (55 num. Ex.) auf Bütten in Leder gebunden).
- Das nackte Herz. München, Albert Langen 1912. Kl.-8°, 174 S.
- Die Frau im Kreise. München, Hyperionverlag 1920. Kl.-8°, 233 S.
- Der Gast vom gelben Zimmer. Novelle. München, Musarion Verlag 1922. Kl.-8°, 121 S.
- Geldjäger. Roman aus der Gegenwart. Berlin, Scherl 1923. Kl.-8°, 139 S.
- Kartenhäuser. Sechs Episoden eines verlorenen Liebesspiels. Zusammenstellung früherer Veröffentlichungen. Berlin, Scherl 1923. Kl.-8°. 78 S.
- Die Brendor AG. Berlin, Ullstein Verlag 1923. 251 S.
- Der Mieter vom 4. Stock. Der unheimliche Roman eines Hauses. Berlin, Ullstein Verlag 1923. 234 S.
- Die Treppe. Leipzig, Reclam-Verlag 1924. 189 S.
- Der Nebentisch. Zusammenstellung früherer Veröffentlichungen. Waldorfbücherei, 16 S. und zwei Abbildungen, um 1926.
- Das Hotel der Erfüllung. Berlin, Ullstein Verlag 1927. 255 S.
- Hyazinth. Novelle. Monatshefte No. 43, Bielefeld, Velhagen & Klasing 1929. 9 S.
- Die Gelbe Kappe. Novelle. München, Schirmer/Mosel, o. J. 43 S.
- Das lasterhafte Weib in der Ehe. In: Agnes Eszterházy (Hrsg.): Das lasterhafte Weib. Schriften zur weiblichen Sexualität. Wien, Verlag für Kulturforschung 1930; Neuauflage Ullstein 1989, S. 167–184.

### Essays
- Das Sinnfällige in der neuen Kunst in: Karl Wollf (Hrsg.), Der Zwinger, Zeitschrift für Weltanschauung, Theater und Kunst. Jahrgang 1920, Heft 7.
- Der ewige Krieg in: März, Jahrgang 1914, Band 8.
- Die Auferstehung des Volksideals in: März, Jahrgang 1915, Band 9.
- Das heilige Motiv in: März, Jahrgang 1915, Band 9.
- Der Dichter und der Krieg in: Wilhelm Herzog (Hrsg.), Das Forum, Zweiter Jahrgang, Heft 11, März 1915.
- Das Symbol auf der Bühne in: Theaterzeitung der staatlichen Bühnen Münchens, Jahrgang 1920, Nr. 32.
- Vom modernen Tanz in: Theaterzeitung der staatlichen Bühnen Münchens, Jahrgang 1920, Nr. 33.
- Pose – Tempo – Mode in: Styl, Jahrgang 1922, Heft 4.
- Der Brief in: Styl, Jahrgang 1922, Heft 5.
- Die modische Linie in: Jugend, 28. Jahrgang 1923, Heft 22.

### Übersetzungen
- Mario Andreis: Viaggio di Nozze, Vicenza 1929. Erstveröffentlichung: „Hochzeitsreise“, März Heft 7/1913.
- Sándor Márai: A Brendor R-t, Kassa/Kosice 1924, Globus. Erstveröffentlichung: „Die Brendor AG“, Ullstein 1923.

## Forschungsliteratur zu Catherina Godwin
- Monika Dimpfl: Begegnungen mit Mir: Catherina Godwin. Bayerischer Rundfunk, 4. November 1990. Rundfunkmanuskript, 21 S.
- Andreas Schüler: Catherina Godwin auf dem Wortwelle-Blog, wortwelle.com, 2015.